# Grote Prijs Jean-Pierre Monseré 2021
Il Grote Prijs Jean-Pierre Monseré 2021, decima edizione della corsa e valida come prova dell'UCI Europe Tour 2021 categoria 1.1, si svolse il 7 marzo 2021 su un percorso di 201,2 km con partenza da Hooglede ed arrivo a Roeselare, in Belgio. La vittoria fu appannaggio del belga Tim Merlier, che completò il percorso in 4h43'44", alla media di 43,941 km/h, precedendo il britannico Mark Cavendish e il connazionale Timothy Dupont.
Sul traguardo di Roeselare 146 ciclisti, dei 168 partiti da Hooglede, portarono a termine la competizione.

## Squadre e corridori partecipanti
| N.      | Cod. | Squadra                  |
| ------- | ---- | ------------------------ |
| 1-7     | DQT  | Deceuninck-Quick Step    |
| 11-17   | LTS  | Lotto Soudal             |
| 21-27   | AFC  | Alpecin-Fenix            |
| 31-37   | IWG  | Intermarché-Wanty-Gobert |
| 41-47   | COF  | Cofidis                  |
| 51-57   | TQA  | Team Qhubeka Assos       |
| 61-67   | SVB  | Sport Vlaanderen-Baloise |
| 71-77   | BWB  | Bingoal WB               |
| 81-87   | BBK  | B&B Hotels               |
| 91-97   | DEL  | Delko                    |
| 101-107 | ARK  | Team Arkéa-Samsic        |
| 111-117 | TDE  | Total Direct Énergie     |
| 121-127 | UXT  | Uno-X Pro Cycling Team   |

| N.      | Cod. | Squadra                          |
| ------- | ---- | -------------------------------- |
| 131-137 | BCY  | BEAT Cycling                     |
| 141-147 | DHB  | Canyon dhb SunGod                |
| 151-157 | DDS  | Development Team DSM             |
| 161-167 | EVO  | EvoPro Racing                    |
| 171-177 | GCF  | Équipe Continentale Groupama-FDJ |
| 181-187 | LCT  | Lviv Continental Cycling Team    |
| 191-197 | MET  | Metec-Solarwatt p/b Mantel       |
| 201-207 | RIW  | Riwal Cycling Team               |
| 211-217 | SEG  | SEG Racing Academy               |
| 221-227 | TIC  | Tarteletto-Isorex                |
| 231-237 | SVL  | Team SKS Sauerland NRW           |
| 241-247 | XRL  | Xelliss-Roubaix Lille Métropole  |

## Ordine d'arrivo (Top 10)
| Pos. | Corridore       | Squadra       | Tempo    |
| ---- | --------------- | ------------- | -------- |
| 1    | Tim Merlier     | Alpecin       | 4h34'44" |
| 2    | Mark Cavendish  | Deceuninck    | s.t.     |
| 3    | Timothy Dupont  | Bingoal WB    | s.t.     |
| 4    | Pierre Barbier  | Delko         | s.t.     |
| 5    | Riccardo Minali | Intermarché   | s.t.     |
| 6    | Thomas Boudat   | Arkéa-Samsic  | s.t.     |
| 7    | Jordi Warlop    | Sport Vlaand. | s.t.     |
| 8    | Emiel Vermeulen | Xelliss       | s.t.     |
| 9    | Arne Marit      | Sport Vlaand. | s.t.     |
| 10   | Rait Ärm        | E.C. Groupama | s.t.     |